# Karpiokształtne
Karpiokształtne (Cypriniformes) – rząd ryb promieniopłetwych (Actinopterygii), obejmujący ponad 3250 gatunków, głównie słodkowodnych. Najliczniejsza jest rodzina karpiowatych. Karpiokształtne są znane w zapisie kopalnym od eocenu. Naturalny zasięg ich występowania obejmuje Azję, Europę, Amerykę Północną i Afrykę. Na pozostałych kontynentach i w Nowej Zelandii zostały wprowadzone przez człowieka. Wiele gatunków z tego rzędu ma duże znaczenie gospodarcze.

## Cechy charakterystyczne
Ciało, z wyjątkiem głowy, pokryte jest łuską cykloidalną, rzadziej nagie lub pokryte płytkami kostnymi. Płetwy brzuszne położone za piersiowymi, zawsze na środku brzucha. Płetwa tłuszczowa nie występuje (wyjątkiem są niektóre piskorzowate). Twarde promienie spotykane są jedynie w płetwie grzbietowej nielicznych taksonów. Pierwsze cztery kręgi przekształcone są w aparat Webera – narząd reagujący na ciśnienie otaczającego środowiska. Otwarty pęcherz pławny połączony z przełykiem. Pysk zazwyczaj ruchomy – szczęka u większości gatunków potrafi się wysuwać. Brak zębów na szczękach i podniebieniu. Obecne są zęby gardłowe i 3 promienie podskrzelowe.

## Klasyfikacja
Rodziny zaliczane do karpiokształtnych są grupowane w dwóch podrzędach:
- Cyprinoidei – karpiowce[7]:
  - nadrodzina Cyprinoidea
    - Cyprinidae – karpiowate
    - Psilorhynchidae

- Cobitoidei
  -     - Catostomidae – czukuczanowate

  - nadrodzina Cobitoidea – kozowce[8], piskorzowce[8]:
    - Gyrinocheilidae – okrągłoprzyssawkowate
    - Botiidae
    - Vaillantellidae
    - Cobitidae – piskorzowate
    - Ellopostomatidae
    - Barbuccidae
    - Balitoridae – przylgowate
    - Serpenticobitidae
    - Nemacheilidae

Pozycja systematyczna czukuczanowatych nie jest pewna.

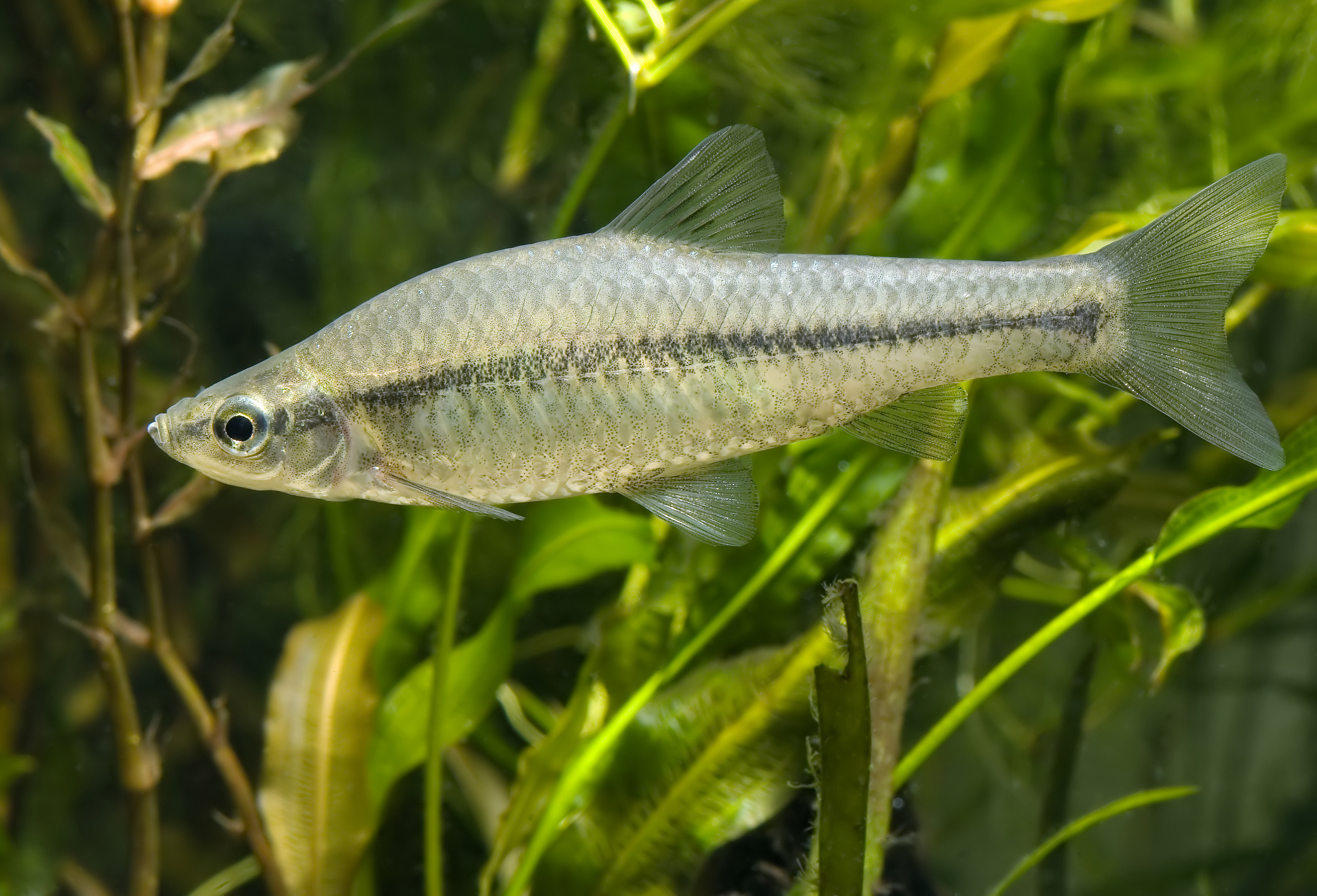
Czebaczek amurski w Polsce jest inwazyjnym gatunkiem obcym